# Eclipse (entorn integrat de desenvolupament)
Eclipse és un entorn integrat de desenvolupament de codi obert programada principalment en Java (per tant, multiplataforma), per a desenvolupar projectes en C, C++, COBOL, Python, Perl, PHP, i molts altres, sempre quan s'instal·lin els connectors corresponents per a cada llenguatge de programació.

## Història
Eclipse fou desenvolupat originalment per IBM com el successor de la seva família d'eines per a VisualAge. Tot i això, actualment Eclipse és desenvolupat per la Fundació Eclipse, una organització independent sense ànim de lucre que fomenta una comunitat de programari lliure i un conjunt de productes complementaris, capacitats i serveis.

## Components
- Plataforma principal - inici d'Eclipse i execució dels connectors.[3]
- OSGi - plataforma de bundling
- SWT - un widget toolkit portable
- JFace - per treballar amb texts
- Workbench - vistes, editors, perspectives i assistents

## Versions
| Nom         | Data                    | Versió |
| ----------- | ----------------------- | ------ |
| Eclipse 3.0 | 28 de juny de 2004      | 3.0    |
| Eclipse 3.1 | 28 de juny de 2005      | 3.1    |
| Callisto    | 30 de juny de 2006      | 3.2    |
| Europa      | 29 de juny de 2007      | 3.3    |
| Ganymede    | 25 de juny de 2008      | 3.4    |
| Galileo     | 24 de juny de 2009      | 3.5    |
| Helios      | 23 de juny de 2010      | 3.6    |
| Indigo      | 22 de juny de 2011      | 3.7    |
| Juno        | 27 de juny de 2012      | 4.2    |
| Kepler      | 26 de juny de 2013      | 4.3    |
| Luna        | 25 de juny de 2014      | 4.4    |
| Mars        | 24 de juny de 2015      | 4.5    |
| Neon        | 22 de Juny de 2016      | 4.6    |
| Oxygen      | Juny de 2017 (planejat) | 4.7    |
| Photon      | Juny de 2018 (planejat) | 4.8    |